# 135978 Agüeros
135978 Agüeros è un asteroide della fascia principale. Scoperto nel 2002, presenta un'orbita caratterizzata da un semiasse maggiore pari a 2,7376135 UA e da un'eccentricità di 0,1575623, inclinata di 7,91112° rispetto all'eclittica.